# U.S. Route 51
Pour les articles homonymes, voir Route 51.
La U.S. Route 51 (US 51) est une U.S. Route longue de 2 070 km (1 286 miles). Elle possède un axe sud / nord et relie la banlieue ouest de La Nouvelle-Orléans à Hurley, à 30 mètres de la frontière entre le Wisconsin et le Michigan. La majeure partie du tronçon allant de l'Illinois au sud du Wisconsin est parallèle ou en multiplex avec l'I-39. L'extrémité sud de la route est situé à LaPlace, en Louisiane, à la jonction avec la US 61. Son extrémité nord est situé entre Hurley, Wisconsin et Ironwood, Michigan, où la route s'achève par un échangeur autoroutier avec la US 2.
À Memphis, au Tennessee, tout le tronçon situé dans le sud du Memphis Parkway System a été renommé de Bellevue Boulevard à Elvis Presley Boulevard. Ce changement est dû à la proximité par rapport à la route de Graceland, situé plus précisément dans la subdivision de Whitehaven.

## Description du tracé
|       | mi       | km       |
| ----- | -------- | -------- |
| LA    | 69,12    | 111,23   |
| MS    | 297,28   | 478,31   |
| TN    | 135,90   | 218,71   |
| KY    | 42,16    | 67,84    |
| IL    | 415,95   | 669,41   |
| WI    | 316,59   | 509,50   |
| Total | 1 277,00 | 2 055,00 |

### Louisiane

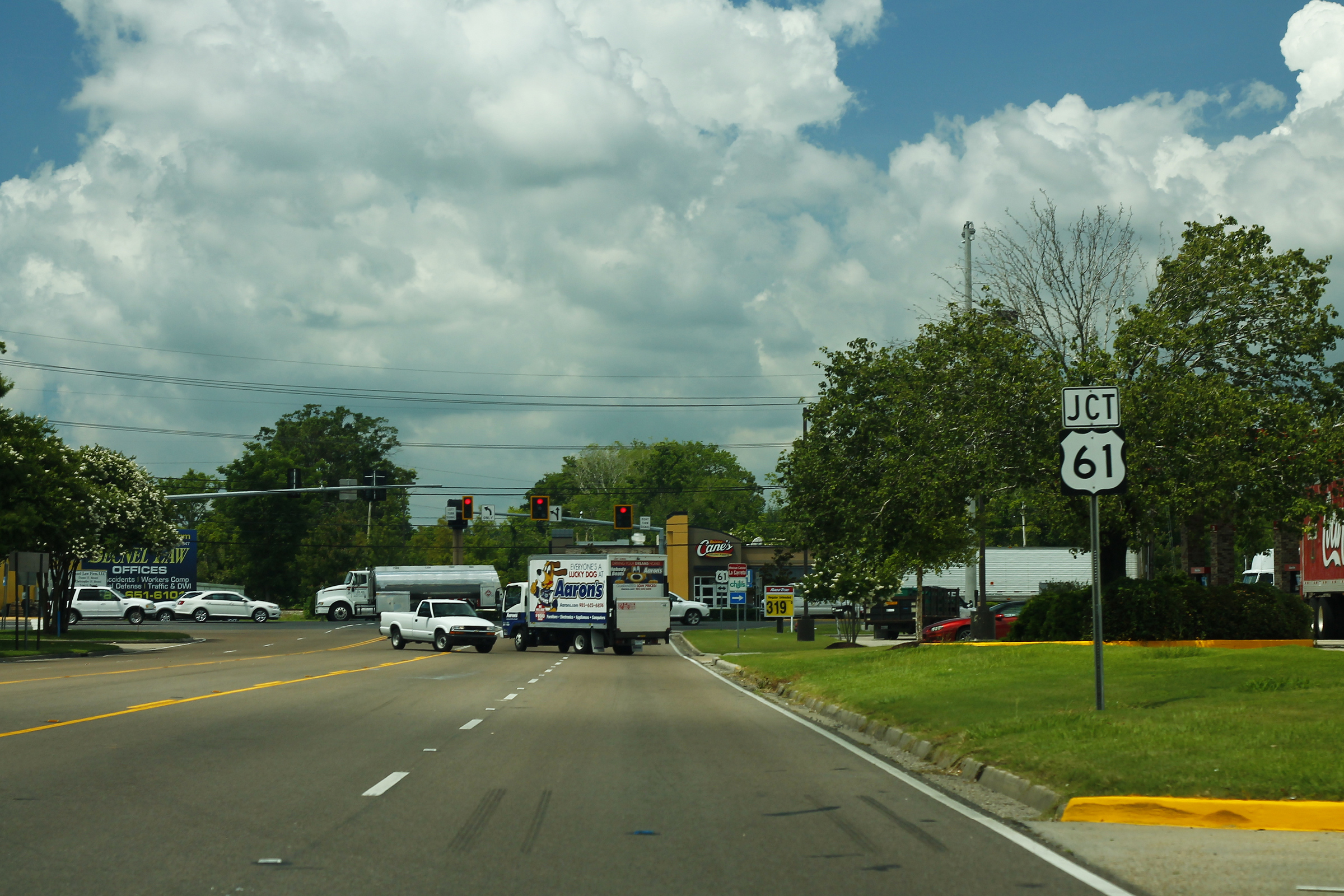
Terminus de la US 51 à la US 61, à LaPlace

La US 51 débute à l'intersection avec la US 61 à LaPlace et se dirige vers le nord-est. Elle croise l'I-10 avant d'entreprendre un multiplex avec l'I-55 jusqu'à l'I-12. Elle croise la US 190 à Hammond et demeure parallèle à l'I-55 avant d'entrer au Mississippi.

### Mississippi
La US 51 entre au Mississippi à Osyka et demeure parallèle à l'I-55. Elle croise la US 98 à McComb et la US 84 au sud de Brookhaven. Au nord-ouest de Crystal Springs, elle forme un multiplex avec l'I-55 et, à la rencontre de l'I-20, suit cette dernière dans la ville de Jackson. La route continue ensuite vers le nord-est et passe par Canton, Pickens, Goodman et Durant. Elle demeure à proximité de l'I-55 et croise la US 82 à Winona et la US 278 à Batesville. La route passe sous l'I-69 avant d'entrer au Tennessee.

### Tennessee
La US 51 entre au Tennessee et traverse Memphis. Elle croise l'I-55 ainsi que l'I-240 avant de croiser la US 78. Elle forme un multiplex avec la US 79 avant de rencontrer l'I-69. En sortant de Memphis, elle rencontre l'I-40 et se dirige vers le nord-est. À Dyersburg, elle forme un court multiplex avec la US 412 avant de croiser le terminus est de l'I-155. La US 51 continue vers le nord-est jusqu'à la frontière avec le Kentucky. Il est prévu que la US 51, entre Memphis et le Kentucky, soit en multiplex avec l'I-69.

### Kentucky
La US 51 entre au Kentucky à Fulton, en multiplex avec l'I-69 et continue vers le nord en direction des villes de Clinton, Bardwell et Wickliffe jusqu'à la rivière Ohio. La US 51 croise et forme un multiplex avec la US 62 avant de s'en séparer à Cairo. Sur son tracé, elle croise aussi la US 60. Elle entre en Illinois alors qu'elle traverse la rivière Ohio, tout près de sa jonction avec le fleuve Mississippi.

### Illinois
La US 51 entre en Illinois à Cairo. Elle se dirige vers le nord et forme un multiplex avec l'I-57 sur 24 miles (39 km), jusqu'à Dongola. Entre Dongola et Assumption, la US 51 est une route à deux voies, à l'exception d'un tronçon de 10 miles (16 km) entre Centralia et l'I-64.
Au nord d'Assumption, la US 51 devient une voie rapide jusqu'à Decatur. Là, elle suit l'I-72 pour contourner la ville. Elle quitte l'I-72 après huit miles (13 km) et se dirige vers Bloomington–Normal en voie rapide. À Bloomington–Normal, la US 51 emprunte le tracé de l'I-74 sur un mile (1,6 km), puis, elle suit l'I-55 sur sept miles (11 km). Elle suit ensuite l'I-39 sur 140 miles (230 km).
En multiplex avec l'I-39, la US 51 croise l'I-80 et l'I-88. La US 20 se joint au multiplex au sud de Rockford. L'I-39 / US 51 rejoignent l'I-90, faisant de la US 51 l'une des seules US Routes en Illinois qui soit à péage. La US 51 quitte l'I-39 / I-90 environ un mile (1,6 km) au sud de la frontière avec le Wisconsin. La US 51 quitte l'Illinois à South Beloit.

### Wisconsin

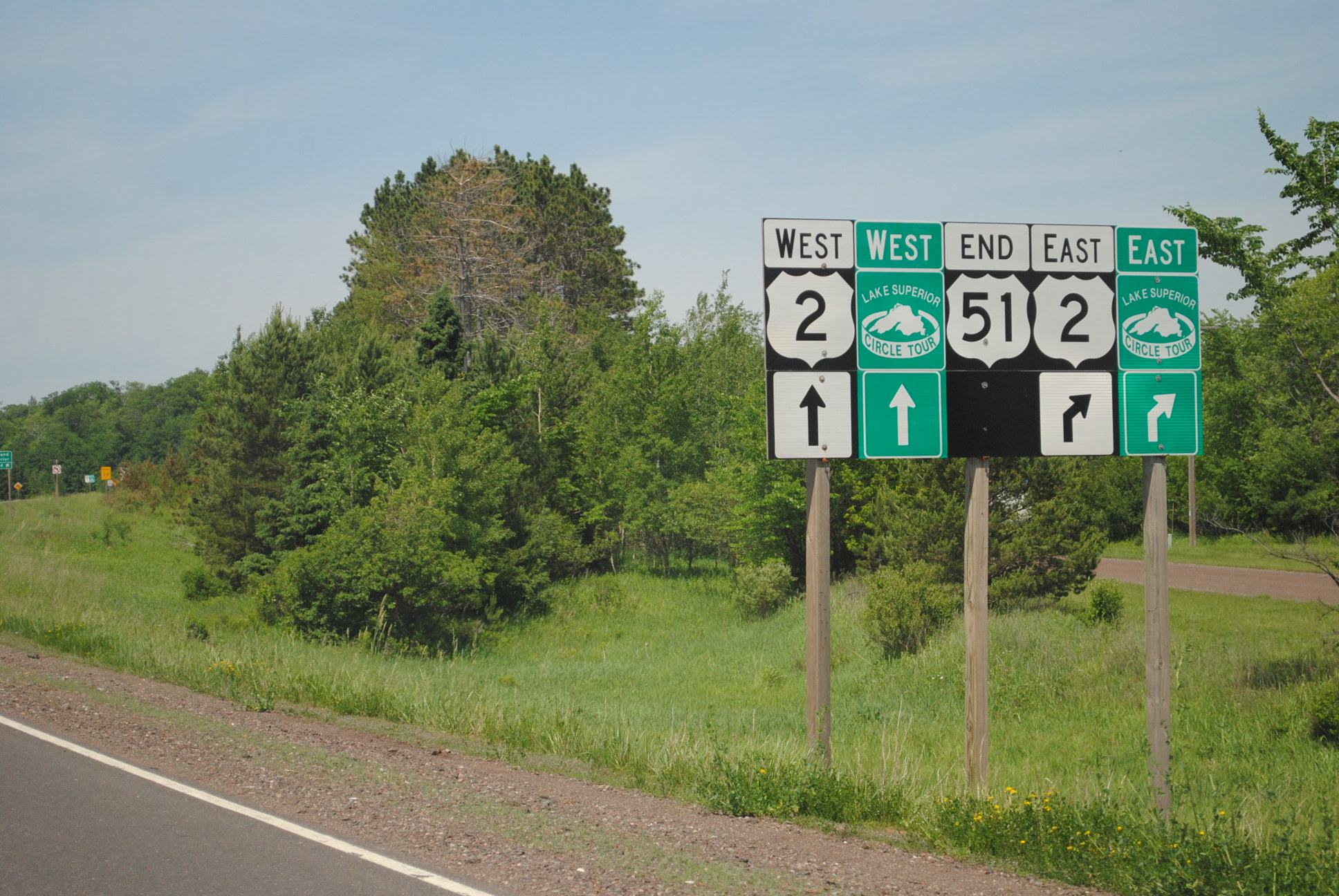
Terminus nord de la US 51 à la US 2 à Hurley

La US 51 entre au Wisconsin à Beloit. Elle continue vers le nord en passant par Janesville et Edgerton. À Edgerton, la US 51 rejoint l'I-39 / I-90 pour environ 3,5 miles (5,6 km) avant de s'en séparer pour se diriger vers Stoughton et McFarland. La US 51 demeure plutôt parallèle à l'I-39 / I-90 dans la partie est de Madison. Elle rejoint à nouveau l'I-39 à Portage. La US 51 demeure en multiplex avec l'autoroute jusqu'au terminus nord de celle-ci à Wausau et se poursuit vers le nord dans un mélange d'autoroute et de voie rapide jusqu'au nord de l'intersection avec la US 8. À partir de là, elle devient une route à deux voies et traverse Hazelhurst. Elle passe ensuite par Arbor Vitae et atteint son terminus nord à Hurley, où elle prend fin à l'intersection avec la US 2.

## Intersections majeures
Louisiane
 US 61 à LaPlace
 I-10 à LaPlace
 I-55 au nord-est de LaPlace. Les routes forment un multiplex jusqu'à Hammond.
 US 190 à Hammond
Mississippi
 US 98 à McComb
 US 84 au sud de Brookhaven
 I-55 à Crystal Springs. Les routes forment un multiplex jusqu'à Jackson.
 I-20 / US 49 à Jackson. Les routes forment un multiplex dans la ville.
 US 80 à Jackson
 US 82 à Winona
 US 278 à Batesville
Tennessee
 I-55 / Future I-69 à Memphis
 US 78 à Memphis
 US 64 / US 70 / US 72 / US 79 à Memphis. La US 51 / US 64 / US 70 / US 79 forment un multiplex dans la ville.
 I-240 à Memphis
 I-40 à Memphis
 Future I-69 à Memphis
 Future I-269 à Millington
 US 412 à Dyersburg. Les routes forment un multiplex dans la ville.
 Future I-69 / I-155 à Dyersburg. La Future I-69 / US 51 forment un multiplex jusqu'au sud-ouest de Troy.
 US 45W au nord-est de Union City. Les routes forment un multiplex jusqu'à South Fulton.
 US 45 / US 45E à South Fulton
Kentucky
 Future I-69 à Fulton. Les routes forment un multiplex dans la ville.
 US 62 à Bardwell. Les routes forment un multiplex jusqu'à Cairo, Illinois.
 US 60 à Wickliffe. Les routes forment un multiplex jusqu'à Cairo, Illinois.
Illinois
 I-57 à Cairo. Les routes forment un multiplex jusqu'à Dongola.
 I-64 à Richview
 US 50 à Sandoval. Les routes forment un multiplex dans le village.
 US 40 à Vandalia Township. Les routes forment un multiplex jusqu'à Vandalia.
 I-70 à Vandalia
 US 36 à Harristown
 I-72 à Harristown. Les routes forment un multiplex jusqu'à Decatur.
 US 136 à Heyworth
 I-74 à Bloomington Township. Les routes forment un multiplex jusqu'au nord-ouest de Normal.
 I-55 à Bloomington.Les routes forment un multiplex jusqu'à Normal.
 US 150 à Bloomington
 I-39 à Normal. Les routes forment un multiplex jusqu'à South Beloit.
 US 24 à El Paso
 US 6 à LaSalle
 I-80 à LaSalle
 US 52 aux limites entre les townships de Troy Grove et d'Ophir
 US 34 à Mendota Township
 US 30 aux limites entre les townships d'Amboy et de Franklin Grove
 I-88 à Dement Township
 US 20 à Rockford. Les routes forment un multiplex jusqu'à Cherry Valley.
 I-90 à Cherry Valley. Les routes forment un multiplex jusqu'à South Beloit.
Wisconsin
 US 14 à Janesville
 I-39 / I-90 à Albion. Les routes forment un multiplex dans la ville.
 US 12 / US 18 à Madison
 US 151 à Madison
 I-39 / I-90 / I-94 à Burke
 I-39 à Fort Winnebago. Les routes forment un multiplex jusqu'à Rib Mountain.
 US 10 à Stevens Point. Les routes forment un multiplex jusqu'à Hull.
 US 8 au nord-est de Tomahawk
 US 2 à Hurley

## Routes auxiliaires
- US 151, route sud-nord reliant Williamsburg, Iowa à Manitowoc, Wisconsin